# 이자연 (아나운서)
이자연(1983년 7월 3일 ~ )은 대한민국의 아나운서였다.

## 이력
서울특별시에서 출생한 그녀는 2006년부터 2008년까지 서울남성초등학교 교사로 재직하였으며, 2008년 대전MBC 아나운서로 입사하였으며, 2010년 OBS경인TV 아나운서로 이적하여 2017년 1월 OBS경인TV 아나운서 사퇴 후 프리 랜서를 선언하였다.

## 학력
- 서울교육대학교 초등교육학과 학사
- 연세대학교 언론홍보대학원 언론학 석사

## 진행 프로그램

### OBS
- OBS 오전 9시 뉴스
- OBS 명불허전

## 같이 보기
- 김하나